# Cap de la Gallina Pelada
El Cap de la Gallina Pelada és una muntanya de 2.321 metres situada a la Serra d'Ensija, a la comarca catalana del Berguedà.
Aquest cim està inclòs al llistat dels 100 cims de la FEEC

## Rutes
La ruta tradicional d'ascens es realitza des del municipi de Saldes. El seu punt d'inici és la Font Freda. El corriol ascendeix amb un pendent moderat enmig del bosc, tot seguint les fites, fins a arribar a la zona de les Planelles, terreny de prat alpí. Un cop allà ens caldrà seguir el camí direcció Oest per tal d'arribar al Refugi d'Ensija, antigament conegut com a Refugi Delgado Úbeda. Des d'allà ens quedarà l'últim tram fins al cim.
L'altra ruta habitual, més espectacular, és des de Peguera, pujant per les Roques de Ferrús; actualment el sender GR-107 fa bona part d'aquesta ruta.
També és possible ascendir pel vessant de Saldes pel Torrent de les Llobateres, situat més a l'Est que la Font Freda. Tannmateix, a part de ser menys coneguda, aquesta ruta presenta trams de pendent més pronunciats, així com alguna petita grimpada.